# Basketball-Bundesliga 1981/82
Die Saison 1981/82 ist die 16. Spielzeit der Basketball-Bundesliga. Die höchste Spielklasse im deutschen Vereinsbasketball der Herren, bis 1990 beschränkt auf das Gebiet Westdeutschlands ohne die DDR, wurde in einer Liga mit zehn Mannschaften ausgetragen, an die sich Final- und Relegationsrunden anschlossen.

## Saisonnotizen
- Der BSC Saturn Köln konnten den Meisterschaftstitel aus dem Vorjahr verteidigen, verpasste aber den erneuten Double-Gewinn den Niederlagen in den Pokalfinalspielen gegen den neuen Pokalsieger MTV Wolfenbüttel.
- Nachdem der Hamburger TB seine Mannschaft aus der höchsten Spielklasse zurückgezogen hatte, konnten von den drei Neulingen in der Relegationsrunde nur der DTV Charlottenburg die Klasse halten. Neben Erstliga-Neuling TV 1862 Langen musste auch der damalige Rekordmeister USC Heidelberg nach dem sofortigen Wiederaufstieg gleich wieder runter in die 2. Basketball-Bundesliga.

## Endstände

### Hauptrunde
| #  | Mannschaft             | Siege | Nieder- lagen | Punkte | Körbe     |
| -- | ---------------------- | ----- | ------------- | ------ | --------- |
| 1  | BSC Saturn Köln (M, P) | 13    | 5             | 26:10  | 1571:1398 |
| 2  | ASC 1846 Göttingen     | 13    | 5             | 26:10  | 1381:1294 |
| 3  | SSV Hagen              | 11    | 7             | 22:14  | 1327:1332 |
| 4  | TuS 04 Leverkusen      | 10    | 8             | 20:16  | 1402:1337 |
| 5  | USC Bayreuth           | 8     | 10            | 16:20  | 1442:1451 |
| 6  | MTV 1846 Gießen        | 8     | 10            | 16:20  | 1446:1446 |
| 7  | USC Heidelberg (N)     | 8     | 10            | 16:20  | 1309:1326 |
| 8  | MTV Wolfenbüttel       | 7     | 11            | 14:22  | 1473:1512 |
| 9  | DTV Charlottenburg (N) | 6     | 12            | 12:24  | 1295:1434 |
| 10 | TV 1862 Langen (N)     | 6     | 12            | 12:24  | 1392:1508 |

| (M) Meister der Vorsaison____        | (N) Neuling (Aufsteiger)____ | (P) Pokalsieger der Vorsaison |
| Fett Für Finalrunde qualifiziert____ |  Relegations-Plätze____      |                               |

### Relegationsrunde
| # | Mannschaft             | Siege | Nieder- lagen | Punkte | Körbe     |
| - | ---------------------- | ----- | ------------- | ------ | --------- |
| 1 | MTV Wolfenbüttel       | 11    | 13            | 22:26  | 1965:1981 |
| 2 | DTV Charlottenburg (N) | 10    | 14            | 20:28  | 1766:1886 |
| 3 | USC Heidelberg (N)     | 10    | 14            | 20:28  | 1736:1756 |
| 4 | TV 1862 Langen (N)     | 8     | 16            | 16:32  | 1852:2007 |

 Absteiger

### Finalrunde
| # | Mannschaft         | Siege | Nieder- lagen | Punkte | Körbe     |
| - | ------------------ | ----- | ------------- | ------ | --------- |
| 1 | BSC Saturn Köln    | 20    | 8             | 40:16  | 2352:2148 |
| 2 | ASC 1846 Göttingen | 18    | 10            | 36:20  | 2131:2034 |
| 3 | SSV Hagen          | 18    | 10            | 36:20  | 2081:2048 |
| 4 | TuS 04 Leverkusen  | 15    | 13            | 30:26  | 2172:2111 |
| 5 | USC Bayreuth       | 11    | 17            | 22:34  | 2235:2273 |
| 6 | MTV 1846 Gießen    | 11    | 17            | 22:34  | 2196:2221 |

 Meister